# Trichostomum gracile
Trichostomum gracile là một loài Rêu trong họ Pottiaceae. Loài này được (Wilson) Molendo miêu tả khoa học đầu tiên năm 1875.